# Herzogsdorf
Herzogsdorf är en ort och  kommun i Österrike. Den ligger i distriktet Urfahr-Umgebung i förbundslandet Oberösterreich,  170 kilometer väster om huvudstaden Wien. 
Kommunen består av 21 orter (Ortschaften) (inom parentes invånarantal 1 januari 2024):

- Anzing (2)
- Bogendorf (34)
- Buchholz (96)
- Eidendorf (389)
- Felsleiten (32)
- Freilassing (124)
- Gaisberg (132)
- Gerling (237)
- Grasbach (4)
- Herzogsdorf (502)
- Hilkering (107)
- Hofing (61)
- Koth (155)
- Mahring (12)
- Mühlholz (27)
- Neudorf (106)
- Neußerling (566)
- Oberwallsee (0)
- Stamering (67)
- Stötten (55)
- Wigretsberg (46)